# Flint (Wales)
Flint (Y Fflint in het Welsh) is een plaats in Wales, in het bestuurlijke graafschap Flintshire en in het ceremoniële behouden graafschap Clwyd. De plaats telt 11.936 inwoners.
De stad ligt aan de monding van de rivier de Dee. Flint kreeg in 1284 als eerste plaats van Wales een town charter (een variant van stadsrechten). 
Flint is onder meer bekend vanwege Flint Castle. In dit kasteel speelt zich een scène af in een stuk van Shakespeare, Richard II. Flint Town United FC is de lokale voetbalclub.